# 高卫东 (1957年)
高卫东（1957年11月—），男，籍贯山西离石，生于青海西宁，中华人民共和国政治人物。

## 生平
1975年8月参加工作，1986年6月加入中国共产党。青海工农学院（现青海大学）农学系农学专业毕业。
1995年，任青海省人民政府办公厅一处正处级秘书。1997年，任中共青海省委常委办公室正处级秘书。1998年，任中共青海省委办公厅副主任。
1999年，任中共山西省委办公厅副主任。2002年，升任中共山西省委副秘书长。2006年2月，任中共运城市委副书记、代市长、市长。2008年2月，任中共运城市委书记。2012年1月，任中共吕梁市委书记。2016年1月29日，当选山西省人大常委会副主任。2018年10月25日，中华全国总工会第十七届执行委员会召开第一次全体会议，选举全总十七届执委会主席、副主席和主席团委员，他当选为全总主席团委员。
2008年，当选第十一届全国人大代表。